# Direktive 11

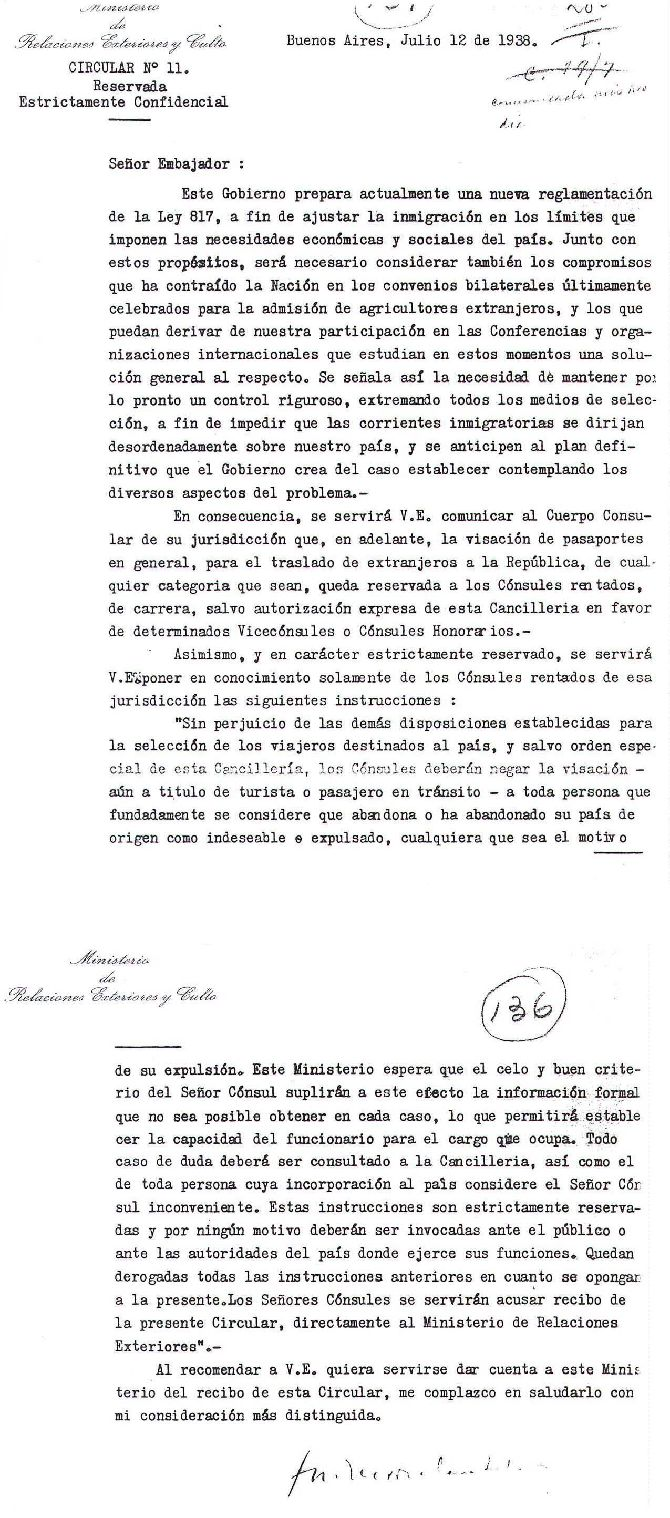
Circular 11/1938

Die Direktive 11 war eine vom argentinischen Außenminister José María Cantilo 1938 an alle Botschaften des Landes herausgegebene Anweisung, europäischen Juden Visa zur Einreise nach Argentinien zu verweigern.
Die einzige Kopie der Verfügung fand die Historikerin Beatriz Gurevich im Archiv der argentinischen Botschaft in Stockholm. Sie wurde vom Journalisten Uki Goñi in seinem Buch Odessa veröffentlicht. Am 8. Juni 2005 wurde die geheime Direktive in Anwesenheit des argentinischen Präsidenten Néstor Kirchner und Außenministers Rafael Bielsa in einem symbolischen Akt annulliert.

## Hintergrund
Am 12. Juli 1938 unterzeichnete der argentinische Außenminister José María Cantilo das 11. Rundschreiben des Jahres 1938. Es wies die argentinischen Auslandsvertretungen weltweit an, allen Personen den Sichtvermerk zur Einreise nach Argentinien zu verweigern, von denen anzunehmen ist, dass sie ihr Herkunftsland verlassen haben oder verlassen wollen, weil sie als unerwünschte Personen angesehen werden oder des Landes verwiesen wurde, ganz unabhängig vom Grund ihrer Ausweisung. Das Circular 11/1938 war eine restriktive Anweisung zur Erteilung von Visa.
Auf der Konferenz von Évian vom 6. Juli 1938 bis zum 15. Juli 1938 postulierte der Gesandte der argentinischen Regierung, der Liberale Tomás Le Breton, dass im Verhältnis zur Bevölkerung nach Argentinien mehr Juden eingewandert seien als in die USA. Aus dem argentinischen Außenministerium wurde inoffiziell mitgeteilt, dass Argentinien bereits 8000 Flüchtlinge aus dem Deutschen Reich akzeptiert und damit genug getan habe. Ende Juli 1938 verkündete die Regierung das Dekret 8972, nach dem ab dem 1. Oktober 1938 Menschen ohne argentinische Staatsbürgerschaft eine Einreisegenehmigung der Migrationsbehörde vorweisen müssten. Mitte 1939 erfuhr Esmond Ovey auf informellen Weg, dass die argentinische Regierung die Ausgabe von Visa für Juden eingestellt hätte. Nachforschungen durch die britische Botschaft bestätigten diese Mitteilung, jedoch weigerte sich die argentinische Regierung, die entsprechende Weisung öffentlich zu machen.

## Wirkung
Der dokumentierte Einreise per Schiff in der zweiten und dritten Klasse von Deutschsprachigen über den Hafen von Buenos Aires nach Argentinien in der década infame war bis 1938 mit einem Einbruch in 1935 steigend und anschließend fallend.
| Jahr | Passagiere der zweiten und dritten Klasse, die bei der Ankunft in Buenos Aires als Religionsangehörigkeit Judentum angaben |
| ---- | --- |
| 1941 | 2006 |
| 1942 | 60 |
| 1943 | 26 |
| 1944 | 1 |

Formal hemmte das Circular 11 auch die Einwanderung von Fachkräften aus Europa, die von Juan Perón forciert wurde. Um diesem entgegenzuwirken, wurde 1946 plakativ zu Beginn der Rundreise von Eva Perón nach Europa der rassistische Anthropologe Santiago Peralta durch Pablo Diana als Leiter der Dirección General de Migración abgelöst, die Delegación Argentina de Inmigración en Europa (DAIE) gegründet und mit der italienischen Regierung vereinbart, dass die DAIE ein Büro in Italien unterhält. Das am 31. Juli 1950 vereinbarte Convenio Argentino Alemania Occidental mit einer entsprechenden Verrechnungseinheit begünstigte den Transfer von NS-Kriegsverbrechern und „arisiertem“ Vermögen nach Argentinien.